# Jay Silverheels
Jay Silverheels, all'anagrafe Harold Jay Smith (26 maggio 1912 – Calabasas, 5 marzo 1980), è stato un attore canadese.
Di etnia Mohawk, è il primo attore nativo americano ad acquistare ampia notorietà al cinema e alla televisione. La sua fama è legata soprattutto al ruolo di "Tonto", coprotagonista della serie televisiva statunitense Il cavaliere solitario (1949-1957).

## Biografia
Nativi americani erano presenti in largo numero come interpreti nei film sin dalle origini. Per ragioni di verosimiglianza si ricercava l'impiego di numerose comparse: guerrieri nelle scene di battaglia ed intere famiglie (inclusi donne, bambini e anziani) a rappresentare le tribù e la vita dei villaggi "indiani". Quando però un personaggio nativo americano assumeva un ruolo di rilievo si preferiva di norma affidarsi ad attori professionisti "bianchi". Anche Jay Silverheels iniziò la sua carriera al cinema nel 1937 come comparsa con ruoli non accreditati.
Di etnia Mohawk, era figlio di un pluridecorato della prima guerra mondiale. Con una carriera di successo alle spalle come atleta di lacrosse, mise le sue doti atletiche al servizio del cinema. Solo a partire dagli anni cinquanta, tuttavia, si cominciò a dar spazio al cinema e alla televisione ad attori nativi americani, anche in parti di rilievo. Jay Silverheels, Kim Winona e il piccolo Anthony Numkena furono tra i primi cui venne riconosciuto questo ruolo. Prima di loro, solo all'attrice Red Wing (Lillian St.Cyr) era stata offerta una simile opportunità, ma erano gli anni dieci, quando sotto l'influsso del movimento indianista ancora forte era l'interesse etnografico verso i nativi americani.
Silverheels in particolare acquistò enorme popolarità tra il 1949 e il 1957 come "Tonto", coprotagonista in 217 episodi della serie televisiva Il cavaliere solitario (The Lone Ranger) e in tre sequel cinematografici. Nel 1979, Silverheels è stato il primo attore nativo americano ad aver ottenuto una stella nella Hollywood Walk of Fame. Nel suo tempo libero Silverheels allevava e correva con i cavalli. Si sposò nel 1945 e fu padre di tre ragazze e un ragazzo. Morì di ictus nel 1980; venne cremato e le sue ceneri riportate nel luogo di nascita, la riserva delle sei nazioni.

## Filmografia

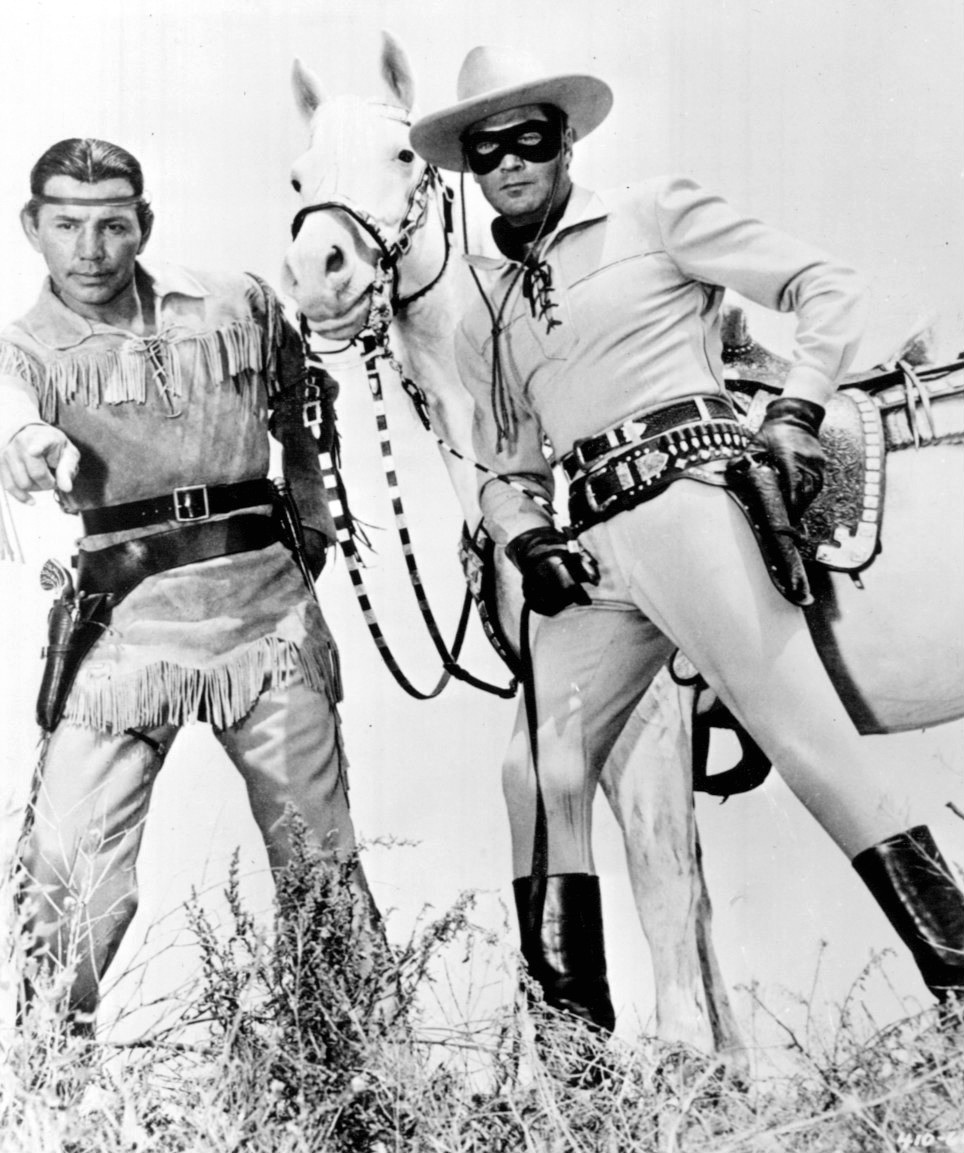
Tonto e Lone Ranger

### Cinema
- Buona notte amore! (Make a Wish), regia di Kurt Neumann (1937)
- Lo sparviero del mare (The Sea Hawk), regia di Michael Curtiz (1940)
- Kit carson la grande cavalcata (Kit Carson), regia di George B. Seitz (1940)
- Too Many Girls, regia di George Abbott (1940)
- La baia di Hudson (Hudson's Bay), regia di Irving Pichel (1941)
- Fred il ribelle (Western Union), regia di Fritz Lang (1941)
- La figlia della jungla (Jungle Girl), regia di John English, William Witney (1941)
- L'ultimo duello (This Woman Is Mine), regia di Frank Lloyd (1941)
- La valle degli uomini rossi (Valley of the Sun), regia di George Marshall (1942)
- Perils of Nyoka, regia di William Witney (1942)
- Good Morning, Judge, regia di Jean Yarbrough (1943)
- Daredevils of the West, regia di John English (1943)
- The Girl from Monterrey, regia di Wallace Fox (1943)
- L'ostaggio (Northern Pursuit), regia di Raoul Walsh (1943)
- The Phantom, regia di B. Reeves Eason (1943)
- I Am an American, regia di Crane Wilbur (1944)
- Raiders of the Border, regia di John P. McCarthy (1944)
- Il giuramento dei forzati (Passage to Marseille), regia di Michael Curtiz (1944)
- The Tiger Woman, regia di Spencer Gordon Bennet (1944)
- Call of the Jungle, regia di Phil Rosen (1944)
- Haunted Harbor, regia di Spencer Gordon Bennet, Wallace Grissell (1944)
- Sperduti nell'harem (Lost in a Harem), regia di Charles Reisner (1944)
- Tahiti Nights, regia di Will Jason (1944)
- Song of the Sarong, regia di Harold Young (1945)
- Romance of the West, regia di Robert Emmett Tansey (1946)
- I conquistatori (Canyon Passage), regia di Jacques Tourneur (1946)
- Singin' in the Corn, regia di Del Lord (1946)
- Gas House Kids Go West, regia di William Beaudine (1947)
- Il prigioniero di Fort Ross (Northwest Outpost), regia di Allan Dwan (1947)
- Gli invincibili (Unconquered), regia di Cecil B. DeMille (1947)
- The Last Round-up, regia di John English (1947)
- Nella terra di Buffalo Bill (The Prairie), regia di Frank Wisbar (1947)
- Il capitano di Castiglia (Captain from Castile), regia di Henry King (1947)
- Il tesoro della Sierra Madre (The Treasure of the Sierra Madre), regia di John Huston (1948)
- L'assalto (Fury at Furnace Creek), regia di H. Bruce Humberstone (1948)
- L'isola di corallo (Key Largo), regia di John Huston (1948)
- Singin' Spurs, regia di Ray Nazarro (1948)
- Abbandonata in viaggio di nozze (Family Honeymoon), regia di Claude Binyon (1948)
- Charlie Chan e il serpente piumato (The Feathered Serpent), regia di William Beaudine (1948)
- Cielo giallo (Yellow Sky), regia di William A. Wellman (1948)
- Il canto dell'India (Song of India), regia di Albert S. Rogell (1949)
- Laramie, regia di Ray Nazarro (1949)
- La sete dell'oro (Lust for Gold), regia di S. Sylvan Simon (1949)
- Trail of the Yukon, regia di William Beaudine (1949)
- Sabbia (Sand), regia di Louis King (1949)
- The Cowboy and the Indians, regia di John English (1949)
- L'amante indiana (Broken Arrow), regia di Delmer Daves (1950)
- La montagna dei sette falchi (Red Mountain), regia di William Dieterle (1951)
- Nagasaki (The Wild Blue Yonder), regia di Allan Dwan (1951)
- The Legend of the Lone Ranger, regia di George B. Seitz Jr. (1952)
- Kociss l'eroe indiano (The Battle at Apache Pass), regia di George Sherman (1952)
- La carica degli apaches (The Half-Breed), regia di Stuart Gilmore (1952)
- Sul sentiero di guerra (Brave Warrior), regia di Spencer Gordon Bennet (1952)
- The Story of Will Rogers, regia di Michael Curtiz (1952)
- Il pirata yankee (Yankee Buccaneer), regia di Frederick de Cordova (1952)
- La spia delle giubbe rosse (The Pathfinder), regia di Sidney Salkow (1952)
- Nuvola nera (Last of the Comanches), regia di André De Toth (1953)
- Straniero in patria (Jack McCall Desperado), regia di Sidney Salkow (1953)
- Le frontiere dei Sioux (The Nebraskan), regia di Fred F. Sears (1953)
- Il maggiore Brady (War Arrow), regia di George Sherman (1953)
- Le giubbe rosse del Saskatchewan (Saskatchewan), regia di Raoul Walsh (1954)
- Al di là del fiume (Drums Across the River), regia di Nathan Juran (1954)
- Gli sterminatori della prateria (The Black Dakotas), regia di Ray Nazarro (1954)
- I desperados della frontiera (Four Guns to the Border), regia di Richard Carlson (1954)
- I giustizieri del Kansas (Masterson of Kansas), regia di William Castle (1954)
- Sakiss, vendetta indiana (The Vanishing American), regia di Joseph Kane (1955)
- Il cavaliere senza volto (The Lone Ranger), regia di Stuart Heisler (1956)
- La terra degli Apaches (Walk the Proud Land), regia di Jesse Hibbs (1956)
- Ritorno a Warbow (Return to Warbow), regia di Ray Nazarro (1958)
- Il cavaliere azzurro della città dell'oro (The Lone Ranger and the Lost City of Gold), regia di Lesley Selander (1958)
- Arriva Jesse James (Alias Jesse James), regia di Norman Z. McLeod (1959)
- The indian: la prova del coraggio (Indian Paint), regia di Norman Foster (1965)
- Smith!, regia di Michael O'Herlihy (1969)
- Il Grinta (True Grit), regia di Henry Hathaway (1969)
- The Phynx, regia di Lee H. Katzin (1970)
- In Pursuit of Treasure, regia di Stanton Kaye (1972)
- Un piccolo indiano (One Little Indian), regia di Bernard McEveety (1973)
- L'uomo che amò Gatta Danzante (The Man Who Loved Cat Dancing), regia di Richard C. Sarafian (1973)
- Vivo quanto basta per ammazzarti (Santee), regia di Gary Nelson (1973)
- A Different Drum, regia di Scott Whitaker (1974)

### Televisione
- Il cavaliere solitario (The Lone Ranger) – serie TV, 217 episodi (1949-1957)
- The Lone Ranger Rides Again – film TV (1955)
- Ricercato vivo o morto (Wanted: Dead or Alive) – serie TV, episodio 2x14 (1959)
- Rescue 8 – serie TV, episodio 2x16 (1960)
- Disneyland – serie TV, 2 episodi (1960)
- Carovane verso il west (Wagon Train) – serie TV, un episodio (1961)
- Gunslinger – serie TV, episodio 1x06 (1961)
- Frontier Circus – serie TV, un episodio (1961)
- Gli uomini della prateria (Rawhide) – serie TV, episodio 4x11 (1961)
- Laramie – serie TV, un episodio (1962)
- Daniel Boone – serie TV, 3 episodi (1964-1965)
- Branded – serie TV, episodio 1x03 (1965)
- Pistols 'n' Petticoats – serie TV, 2 episodi (1966-1967)
- The Rounders – serie TV, episodio 1x05 (1966)
- L'orso Ben (Gentle Ben) – serie TV, un episodio (1967)
- Il virginiano (The Virginian) – serie TV, 2 episodi (1968-1971)
- The Psychiatrist – serie TV, un episodio (1971)
- Cat Ballou – film TV (1971)
- La famiglia Brady (The Brady Bunch) – serie TV, un episodio (1971)
- Lo sceriffo del sud (Cade's County) – serie TV, un episodio (1971)
- Love, American Style – serie TV, un episodio (1972)
- Cannon – serie TV, un episodio (1973)
- Riuscirà la nostra carovana di eroi... (Dusty's Trail) – serie TV, un episodio (1974)